# 曾宗鑒
曾宗鑒（1882年—1958年）字镕圃，福建闽侯人。清末民初政治人物、外交官。

## 生平
1901年，曾宗鑒毕业于上海南洋公学。随后作为官费生，于1901年被清政府派赴英国留学。抵达英国后，入国王学院学习至1907年。此后于1907年入剑桥大学彭布罗克学院，在该学院学习期间在学生中很受欢迎，并在赛艇圈内名声卓著。他在该学院主修政治经济学。
毕业后，曾宗鑒回到中国，先后在清朝外务部、中華民國外交部任职，一直任至1917年。在清朝外务部，历任外务部主事、法部调查处帮办、出使各国考察政治大臣随员、外务部佥事，他在這段時間和不同的英國外交官、企業家接觸，關係密切。辛亥革命期间，段祺瑞统兵驻汉口，曾宗鑒在其手下任交涉科科长。1913年二次革命时，曾宗鑒在驻九江的段芝贵手下任交涉科科长。1913年11月，被任命署理中国驻澳大利亚总领事，1914年到任。1915年3月，正式担任驻澳大利亚总领事，一直任至1917年中国对德国宣战。1917年，曾宗鑒回国返家，协助段祺瑞安排派遣中国军队赴欧洲参战事宜。但回到北京后，他颇感失望，因为他发现派遣中国军队赴欧洲是不可能的。1917年11月，曾宗鑒被任命为外交部江苏特派交涉员（驻上海），但出于政治原因而未能就任。
1917年12月，他被任命为吉黑榷运局局长，并一直任至1919年12月。其间，1918年作为首席秘书随徐树铮到日本参观日本大操练（Japanese Grand Manoeuvres ）。自从此次赴日本参观之后，每当中国政府想要找到一位合适的人选出任中国驻日本公使时，曾宗鑒的名字便屡屡被提起。此外，他因能力出眾而和北京大商家、銀行家和安福系成員私下關係友好，於1919年1月被拉攏加入費洛俱樂部。1919年4月，曾宗鑒获授二等文虎章。1919年10月，获二等大绶嘉禾章。1919年12月，在刚刚卸任吉黑榷运局局长之后，曾宗鑒便被任命为全国经界局总办，一直任至1920年8月安福系倒台。
在費洛俱樂部的幫助下，曾宗鑒的事業十分穩固。1919年，曾宗鑒任上海浙江地方实业银行经理，1923年任该行副行长。 1925年2月26日，曾宗鑒被任命为外交部次长。1925年五卅惨案发生之后，6月2日，北京政府任命税务督办蔡廷幹、外交部次长曾宗鑒为专使，赴上海进行调查和交涉，二人于6月7日抵达上海，开展活动。 1925年10月26日，经北京政府推动，13国代表参加的关税特别会议召开，曾宗鑒作为中国外交次长，成为中国代表团成员，在会议组织、议题推动等方面进行了工作。因各国缺乏诚意，关税特别会议无果而终。
1926年2月23日，曾宗鑒出任中国驻瑞典公使兼驻挪威公使。3月9日，外交总长沈瑞麟辞职获准，外交部由曾宗鑒代理部务。3月10日，各国驻北京公使团派荷兰驻华公使为代表，赴外交部会见曾宗鑒，并当面提交抗议书，要求国民军在天津航道停止一切战斗行为，并不得对外国船舶加以任何干涉，停止对外国船舶的一切检查。曾宗鑒答称，“政府未得详报，忠告各节，自当转饬军事当局注意。”3月12日，两艘日本军舰护航奉系军舰驶入天津大沽口，炮轰国民军，国民军十多人受伤，乃开炮还击，将日本军舰驱逐出大沽口。这就是“大沽口事件”。 事件发生之后，日本借口国民军破坏《辛丑条约》，纠集英国、美国、法国、意大利等八国公使于3月16日向曾宗鑒提交最后通牒，限北京政府在48小时之内兑现，否则便将会 “采取所认为必要之手段”。八国还调集20多艘船只前往大沽口。3月17日，曾宗鑒复照八国称，尊重《辛丑条约》相关规定，将会竭力恢复“通海之自由交通”，但抗议八国最后通牒“超越辛丑条约之范围，不能认为合适”，希望八国“勿取激切之措置，以重亲睦之邦交。” 3月18日，北京爆发大规模示威游行，抗议八国通牒，示威学生遭到段祺瑞政府镇压，酿成三一八惨案。4月20日，国民军迫使段祺瑞政权倒台。曾宗鑒也于同日被免职，随后到瑞典就任中国驻瑞典兼驻挪威公使，一直任至1927年。
1927年，曾宗鑒离任回国，任外国银行团华方经理。1929年2月27日，南京国民政府正式解除了曾宗鑒的驻瑞典兼驻挪威公使职务，任命其担任国民政府财政部内外债整理委员会秘书长。1936年1月，曾宗鑒改任国民政府铁道部常务次长。抗日战争爆发后，曾宗鑒随国民政府迁往重庆。1938年9月，任外交部常务次长，1941年9月被免职。1948年，任中英文教基金董事会董事，不久即赴美国。 
1958年，曾宗鑒逝世，享年76岁。 

## 家庭
- 父：曾兆锟，曾任清朝驻英国公使馆头等参赞、驻美国纽约总领事、候补道台。